# Defender of the Crown
Defender of the Crown est un jeu vidéo développé par Master Designer et édité par Cinemaware en 1986. Précurseur du jeu de stratégie au tour par tour, il fut un succès marquant des micro-ordinateurs Amiga et Atari ST.
Il montre une carte de l'Angleterre coupée en une vingtaine de provinces.

## Contexte historique
Le contexte est la situation liée au départ en Terre sainte de Richard Cœur de Lion puis à sa captivité en Allemagne : délaissée, la terre est l'objet d'un conflit géostratégique entre Saxons et Normands, matérialisé par trois barons dans chaque camp. Le parti est pris pour les saxons, deuxième peuplement de l'île à l'issue de la subjugation des celtes, au moment charnière de la prise de pouvoir des Normands à la suite de la conquête du sud de l'île britannique. La lutte est menée avec les hauts-faits du Moyen Âge, elle est empreinte d'un esprit chevaleresque : les concurrents joutent en lice, ravissent des princesses de leur camp détenues en captivité par les odieux Normands.
Cette opposition est en fait une simplification du contexte puisqu'elle occulte la culture celtique des provinces sur lesquelles règnent les Saxons à l'issue de la conquête normande : le pays de Galles, les Cornouailles, Édimbourg et l'Écosse sont de tradition sociétale plus celte que saxonne.

## Un précurseur du jeu de stratégie
Les bons Saxons sont en variations de bleu et les mauvais Normands en variation de rouge foncé - marron, pour un total de six couleurs.
Gagner une partie consiste à réaliser l'unification de l'Angleterre sous sa couleur, tous les châteaux adverses étant réduits.
Chaque baron reçoit son revenu en fonction des provinces qu'il détient. Son château de départ est sa base : sa perte déclenche le bannissement du baron.
L'oppression normande est matérialisée par le fait que les terres les plus riches sont occupées par eux, ne laissant que les provinces les plus pauvres de l'île (c’est-à-dire au revenu d'impôt le plus faible), situées au nord, aux Saxons.
Ce revenu permet de recruter une armée :
- de piétaille d'infanterie ;
- de chevaliers montés (permettant des charges dans les batailles) ;
- d'engins de siège (sans quoi la prise d'un château adverse est impossible).

Sans le courage aventuresque du joueur, les deux autres barons saxons sont donc voués à l'échec par leurs faibles revenus. Seul château de départ situé proche des terres normandes, le Pays de Galles est un site de départ permettant d'entrevoir une possibilité de survie avec des chances plus fortes que les deux autres sites. Mais le véritable défi consiste à l'emporter depuis le château situé en Écosse : les Normands ont le temps de monter des armées impressionnantes avant que le joueur ne les confronte sur le champ de bataille.

## La patte de Cinemaware
L'éditeur de jeux vidéo a donné une ambiance épique aux atmosphères du jeu, par des scènes intermédiaires de qualité entre ses différentes phases (images de château fort et scènes de forêt suggérant le mythe de la forêt de Sherwood. La musique suscite également l'aventure et le cinéma de geste héroïque.
Cette caractéristique soignée reliée au genre du film de cape et d'épée est un trait des productions de Cinemaware : en l'espèce, la reprise du personnage aventuresque de Robin des Bois, bandit saxon symbole de la lutte contre les normands, que le joueur peut mander à la rescousse par trois fois : il arrive avec des soldats supplémentaires dont le contingent est estimé pour l'emporter « tout juste » au cours d'une bataille. En revanche, Robin ne dispose ni de chevaliers ni de catapultes.
- La « scène cinématique » de fin en cas de victoire magistrale est le couronnement du baron comme Roi d'Angleterre, Robin produisant comme par enchantement la couronne de l'heptarchie séculaire des Saxons, qui avait été escamotée par lui dans son repaire de Sherwood compte tenu de la menace hégémonique des Normands.
- La scène en cas de prise du château initial du baron suggère une fuite des survivants vers Sherwood, puis la poursuite de la lutte sous forme clandestine dans une Angleterre soumise aux envahisseurs normands.

## Postérité
Malgré une série de jeux à succès du même ordre, Cinemaware connut la ruine et disparut.
En 2000, une nouvelle incarnation de Cinemaware est créée par Lars Fuhrken-Batista et Sean Vesce. Après une version intitulée Defender of the Crown: Digitally Remastered Edition sortie en 2002 et rehaussant uniquement les graphismes et sons, ils annoncèrent la sortie d'une adaptation de leur plus fameux succès sur PlayStation 2, Windows et Xbox. Il s'agit de Robin Hood: Defender of the Crown, sortie en 2003 aux États-Unis et 2004 en France. Les caractéristiques décrites dans cet article y sont maintenues avec l'apparition notable toutefois de la 3D et de scènes nouvelles comme l'attaque surprise de convois.
Le jeu est l'une des entrées de l'ouvrage Les 1001 jeux vidéo auxquels il faut avoir joué dans sa vie.

## Équipe de développement
- Conception : Kellyn Beck
- Programmation : Robert J. Mical
- Direction artistique, graphismes : James Sachs
- Graphismes additionnels : Steeve Quinn, Richard La Barre, Sol Masid, Doug Smith, John Cutter, Bob Swinger
- Musique originale : Jim Cuomo
- Orchestration : Bill Williams
- Producteur associé : John Cutter
- Producteurs délégués : Robert et Phyllis Jacob

## La série
- 1986 - Defender of the Crown
- 1992 - Defender of the Crown II
- 2003 - Robin Hood: Defender of the Crown
- 2007 - Defender of the Crown: Heroes Live Forever